# Vicenza
Vicenza este un oraș din regiunea Veneto din nordul Italiei, având o populație de 110.464 de locuitori (2022). Se află la o distanță de 60 km vest de Veneția și 200 km est de Milano, fiind capitala provinciei cu același nume. 
Orașul are un sector industrial activ, care este faimos mai ales prin fabricile de bijuterii și îmbrăcăminte. Expoziția de Aur este faimoasă la nivel mondial și are loc în Vicenza de trei ori pe an în lunile ianuarie, iunie și septembrie.
Centrul vechi istoric din Vicenza a fost înscris în anul 1994 pe lista patrimoniului cultural mondial UNESCO.

## Clima
| Date climatice pentru Vicenza (1971–2000, extreme 1951–2008) | Date climatice pentru Vicenza (1971–2000, extreme 1951–2008) | Date climatice pentru Vicenza (1971–2000, extreme 1951–2008) | Date climatice pentru Vicenza (1971–2000, extreme 1951–2008) | Date climatice pentru Vicenza (1971–2000, extreme 1951–2008) | Date climatice pentru Vicenza (1971–2000, extreme 1951–2008) | Date climatice pentru Vicenza (1971–2000, extreme 1951–2008) | Date climatice pentru Vicenza (1971–2000, extreme 1951–2008) | Date climatice pentru Vicenza (1971–2000, extreme 1951–2008) | Date climatice pentru Vicenza (1971–2000, extreme 1951–2008) | Date climatice pentru Vicenza (1971–2000, extreme 1951–2008) | Date climatice pentru Vicenza (1971–2000, extreme 1951–2008) | Date climatice pentru Vicenza (1971–2000, extreme 1951–2008) | Date climatice pentru Vicenza (1971–2000, extreme 1951–2008) |
| Luna                                                         | Ian                                                          | Feb                                                          | Mar                                                          | Apr                                                          | Mai                                                          | Iun                                                          | Iul                                                          | Aug                                                          | Sep                                                          | Oct                                                          | Nov                                                          | Dec                                                          | Anual                                                        |
| ------------------------------------------------------------ | ------------------------------------------------------------ | ------------------------------------------------------------ | ------------------------------------------------------------ | ------------------------------------------------------------ | ------------------------------------------------------------ | ------------------------------------------------------------ | ------------------------------------------------------------ | ------------------------------------------------------------ | ------------------------------------------------------------ | ------------------------------------------------------------ | ------------------------------------------------------------ | ------------------------------------------------------------ | ------------------------------------------------------------ |
| Maxima medie °C (°F)                                         | 7.0 (44,6)                                                   | 9.3 (48,7)                                                   | 13.5 (56,3)                                                  | 17.3 (63,1)                                                  | 22.8 (73)                                                    | 26.2 (79,2)                                                  | 29.1 (84,4)                                                  | 28.7 (83,7)                                                  | 24.3 (75,7)                                                  | 18.4 (65,1)                                                  | 11.8 (53,2)                                                  | 7.5 (45,5)                                                   | 18,0 (64,4)                                                  |
| Media zilnică °C (°F)                                        | 3.0 (37,4)                                                   | 4.6 (40,3)                                                   | 8.4 (47,1)                                                   | 12.1 (53,8)                                                  | 17.4 (63,3)                                                  | 20.8 (69,4)                                                  | 23.4 (74,1)                                                  | 22.9 (73,2)                                                  | 18.9 (66)                                                    | 13.5 (56,3)                                                  | 7.5 (45,5)                                                   | 3.5 (38,3)                                                   | 13,0 (55,4)                                                  |
| Minima medie °C (°F)                                         | −1 (30,2)                                                    | −0.1 (31,8)                                                  | 3.3 (37,9)                                                   | 7.0 (44,6)                                                   | 11.9 (53,4)                                                  | 15.5 (59,9)                                                  | 17.7 (63,9)                                                  | 17.2 (63)                                                    | 13.5 (56,3)                                                  | 8.5 (47,3)                                                   | 3.1 (37,6)                                                   | −0.4 (31,3)                                                  | 8,0 (46,4)                                                   |
| Minima istorică °C (°F)                                      | −20 (−4.0)                                                   | −18.6 (−1.5)                                                 | −10 (14)                                                     | −3.2 (26,2)                                                  | −0.8 (30,6)                                                  | 2.6 (36,7)                                                   | 9.5 (49,1)                                                   | 8.0 (46,4)                                                   | 3.8 (38,8)                                                   | −3.6 (25,5)                                                  | −8 (17,6)                                                    | −13 (8,6)                                                    | −20 (−4,0)                                                   |
| Precipitații mm (inches)                                     | 76.5 (3.012)                                                 | 67.9 (2.673)                                                 | 76.9 (3.028)                                                 | 97.3 (3.831)                                                 | 100.0 (3.937)                                                | 104.3 (4.106)                                                | 74.0 (2.913)                                                 | 79.5 (3.13)                                                  | 92.7 (3.65)                                                  | 115.5 (4.547)                                                | 93.7 (3.689)                                                 | 81.5 (3.209)                                                 | 1.059,8 (41,724)                                             |
| Umiditate [%]                                                | 81                                                           | 77                                                           | 73                                                           | 74                                                           | 72                                                           | 73                                                           | 72                                                           | 73                                                           | 74                                                           | 78                                                           | 80                                                           | 82                                                           | 76                                                           |
| Nr. de zile cu precipitații (≥ 1.0 mm)                       | 7.0                                                          | 5.0                                                          | 6.4                                                          | 9.5                                                          | 10.0                                                         | 9.3                                                          | 6.8                                                          | 6.7                                                          | 6.1                                                          | 7.5                                                          | 7.1                                                          | 6.4                                                          | 87,8                                                         |
| Sursă: Servizio Meteorologico (humidity 1961–1990)           |                                                              |                                                              |                                                              |                                                              |                                                              |                                                              |                                                              |                                                              |                                                              |                                                              |                                                              |                                                              |                                                              |

## Demografie
Vicenza - evoluția demografică

|  | Graficele sunt indisponibile din cauza unor probleme tehnice. Mai multe informații se găsesc la Phabricator și la wiki-ul MediaWiki. |

Date: Recensăminte sau birourile de statistică - grafică realizată de Wikipedia

## Personalități născute aici
- Antonio De Poli (n. 1960), om politic, europarlamentar;
- Francesca Calearo (cunoscută ca Madame, n. 2002), cântăreață;
- Sangiovanni (n. 2003), cantautor.